# Keri Smith
Pour les articles homonymes, voir Smith.
 (mars 2018).
 (mars 2018).
Keri Smith est une auteure, illustratrice, guerrilla artist, et la responsable du blog The Wish Jar (« Le pot à souhaits »),. Smith écrit en grande partie sur le thème de la créativité. Elle a publié plusieurs livres à succès tels que Wreck this Journal, How to be an Explorer of the World, The Guerilla Art Kit, Living Out Loud: Activities to Fuel a Creative Life, et Tear up this Book!  Elle a aussi écrit pour des publications telles que How Magazine.
Smith est également une illustratrice indépendante, ayant travaillé pour Random House, The Washington Post, The New York Times et The Boston Globe, ainsi que pour des sociétés incluant Ford Motor Company, Gallison/Mudpuppy Press et  Hallmark. Au cours des dernières années (avant 2011), elle a donné des conférences sur divers sujets dans plusieurs institutions et écoles a travers l'Amérique du Nord.

## Vie personnelle
Keri consacre ses journées à jouer avec son mari et son fils, à la lecture, la cuisine et l'écriture de livres. Depuis l'automne 2010, elle enseigne à temps partiel à Emily Carr University of Art and Design à Vancouver en  Colombie-Britannique, Canada.